# Kunibert-Kirche (Untereisesheim)

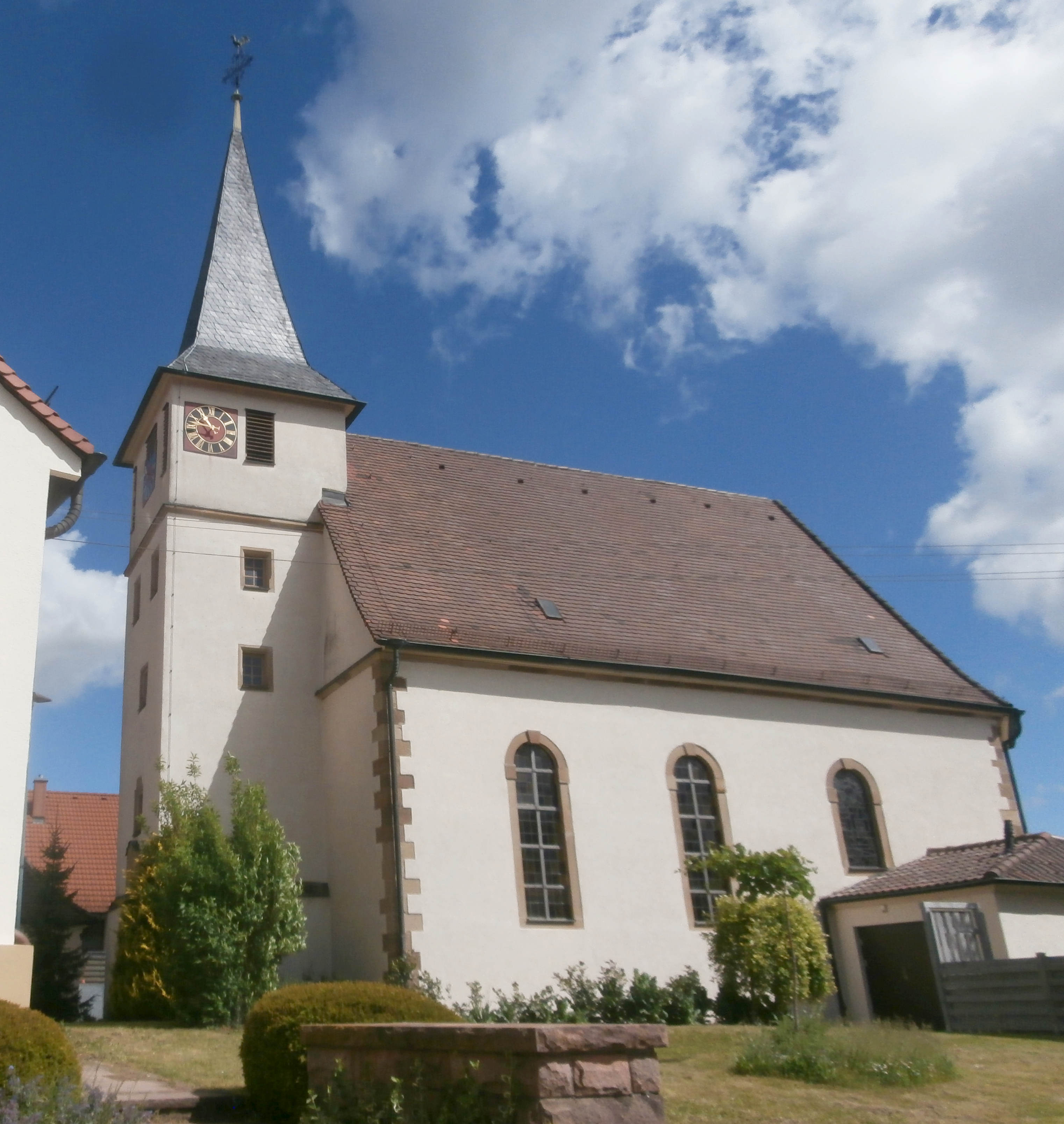
Pfarrkirche St. Kunibert in Untereisesheim

Die Pfarrkirche St. Kunibert ist eine evangelische Pfarrkirche in Untereisesheim im Landkreis Heilbronn im nördlichen Baden-Württemberg. Die Kirche ist seit dem späten Mittelalter urkundlich belegt. Die Kunstschätze der schlichten Kirche sind einige historische Grabplatten der Herren von Lomersheim sowie ein schmuckvolles neuzeitliches Altarfenster.

## Geschichte
Die Ursprünge der Kirche in Untereisesheim liegen im Dunkeln. Erstmals erwähnt wurde eine dortige Kirche gegen Ende des 13. Jahrhunderts im von Burkhard von Hall angelegten Rentenverzeichnis des Wimpfener Ritterstifts anlässlich der Schenkung eines Ackers an die Kirche (ad ecclesiam in inferiori Isensheim). Der Kirchenheilige Kunibert wurde im Zusammenhang mit der Kirche erst nach dem 13. Jahrhundert genannt. Falls ihm die Kirche schon jeher geweiht war, dürften ihre Ursprünge im 10. Jahrhundert, dem Höhepunkt der Verehrung von Kunibert-Reliquien, liegen. Das Patronatsrecht der Kirche lag ursprünglich beim Kloster Lichtenstern und gelangte 1493 an die Herren von Lomersheim, die kurz zuvor auch die Ortsherrschaft erworben hatten. Unter Konrad von Lomersheim wurde 1529 mit der Berufung des ersten evangelischen Pfarrers, Theobald Appenhofer, die Reformation in Untereisesheim vollzogen. 1561 wurde die Kirche vermutlich erneuert, aus jener Zeit stammt noch der Kirchturm, der auf dem Gewölbe einer alten Sakristei errichtet wurde. In den Notzeiten des 17. Jahrhunderts kam Untereisesheim an Württemberg und war zeitweise Filialgemeinde von Obereisesheim, bevor im Jahr 1700 wieder eine eigene Pfarrei errichtet wurde. 1738 wurde das Kirchenschiff, das sich in entsetzlichem Zustand befunden haben soll, neu erbaut und dabei auch vergrößert. 1934 wurden Kirchengebäude und Turm repariert, 1964 wurde die Kirche innen umfassend renoviert, eine Außenrenovierung mit Freilegung der Ecksandsteine fand 1997 statt. Im Herbst 2009 wurde die Kirche erneut innen renoviert.

## Beschreibung

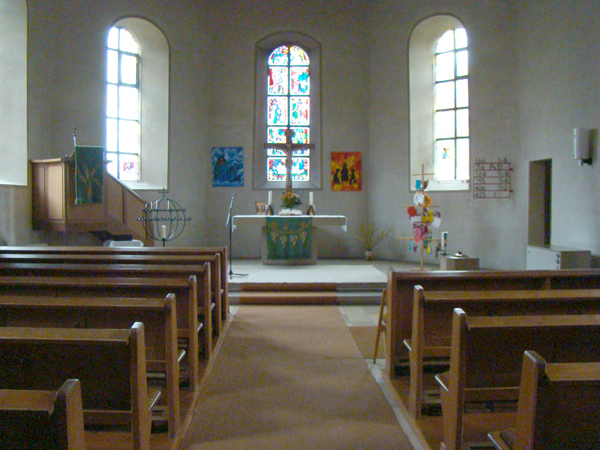
Blick zum Chor

Die Kirche liegt am südöstlichen Ortsrand von Untereisesheim auf einer Anhöhe. Sie ist eine einschiffige Saalkirche, deren Chor nach Osten ausgerichtet ist. Der Zugang zur Kirche erfolgt durch das Untergeschoss des 27 Meter hohen Kirchturms auf quadratischem Grundriss, der sich westlich an das Langhaus anschließt und in dem vier 1964 beschaffte Glocken aufgehängt sind. Der Turm ist mit einem Inschriftenstein oberhalb eines Turmfensters auf das Jahr 1561 datiert. Über dem Turmeingang erinnert eine Inschriftentafel an den Neubau des Langhauses im Jahr 1738. Südlich an das Langhaus ist eine Sakristei angebaut. An der nördlichen Längsseite des Langhauses ist über einem vermauerten älteren Portal ein Wappenstein mit dem Wappen Württembergs aus dem 18. Jahrhundert eingelassen.
Das Kircheninnere ist sehr schlicht gehalten und von der Innenrenovierung 1964 geprägt. Mittig im Chor ist der Altar mit Altarkruzifix aufgestellt, links davon befindet sich die Kanzel.  Im Westen des Langhauses ist eine Empore eingezogen, auf der seit 2016 eine moderne elektronische Kirchenorgel aufgestellt ist.
In die Südwand des Langhauses ist eine historische Grabplatte aus Sandstein eingelassen, die den Verstorbenen (wohl einen der Herren von Lomersheim) als lebensgroße Reliefplastik zeigt. Im Turmdurchgang befinden sich vier weitere historische Grabplatten mit Wappendarstellungen. An der Außenwand der südlich an das Langhaus angebauten Sakristei sind zwei weitere historische Epitaphe aus Sandstein zu finden.
Die Altarfenster visualisieren Das Glaubensbekenntnis.  Das zentrale Fenster zeigt Szenen aus dem Leben Christi und wurde 1979 von dem Stuttgarter Künstler A. Saile gestaltet. In den Fenstern seitlich davon sind Fragmente der historischen Verglasung mit Adelswappen erhalten. Sie wurden 2017 zum Doppeljubiläum 500 Jahre Reformation und 1250 Jahre Untereisesheim von der Tochter A. Sailes Anna Dora Kunz kongenial um das Schöpfungsfenster (links/Gottvater) und das Pfingstfenster (rechts/Heiliger Geist) ergänzt. Die beiden am Reformationstag 2017 eingeweihten Jubiläumsfenster reflektieren Schwerpunkte der Untereisesheimer Kirchengemeinde.

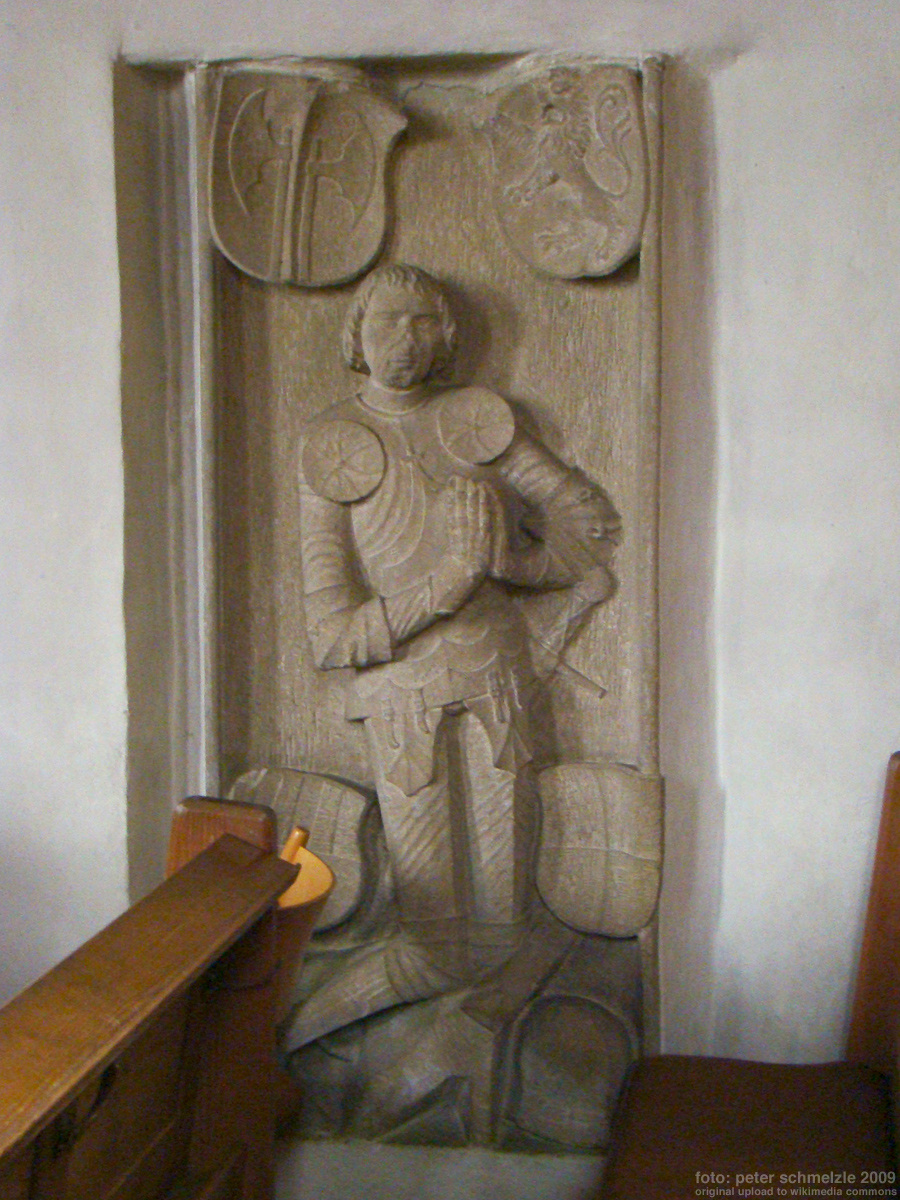
Grabplatte im Langhaus
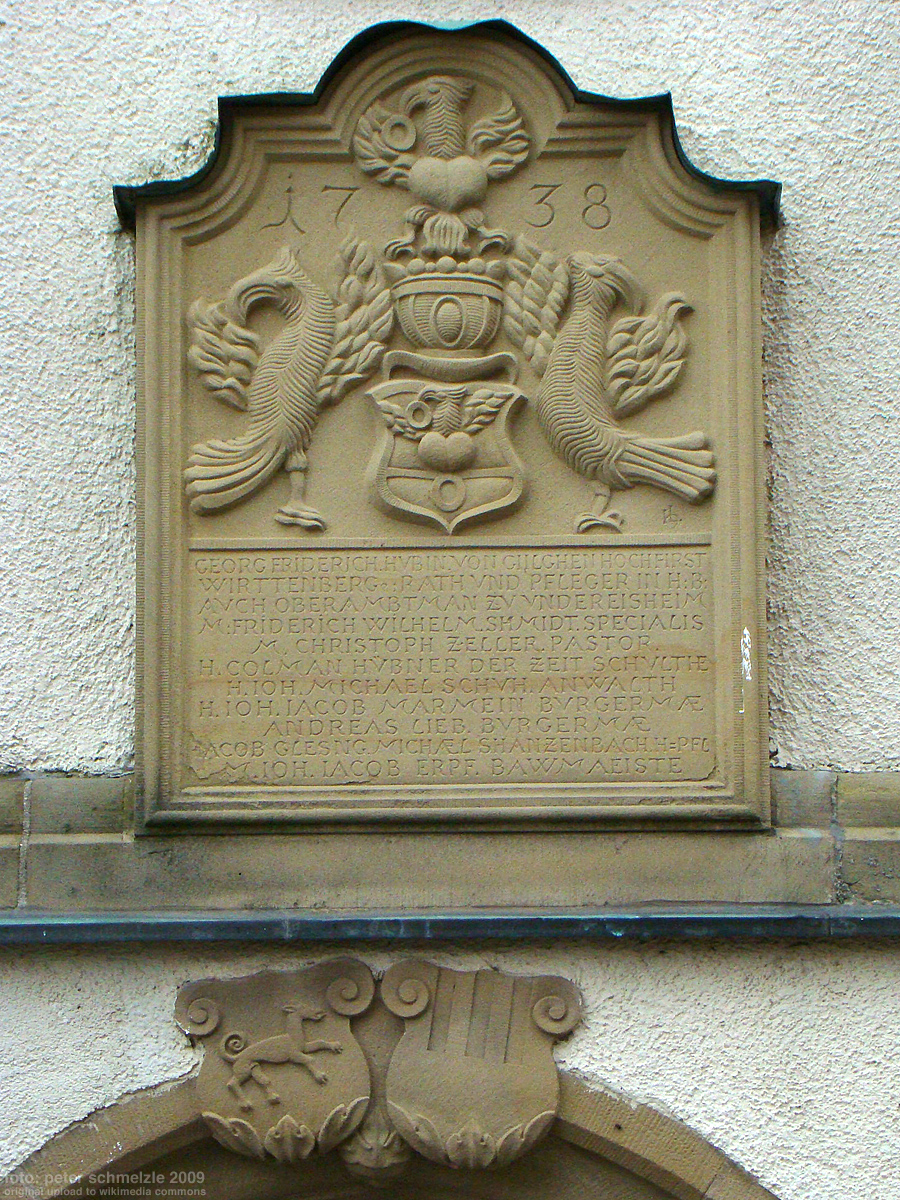
Datierung des Langhaus-Neubaus
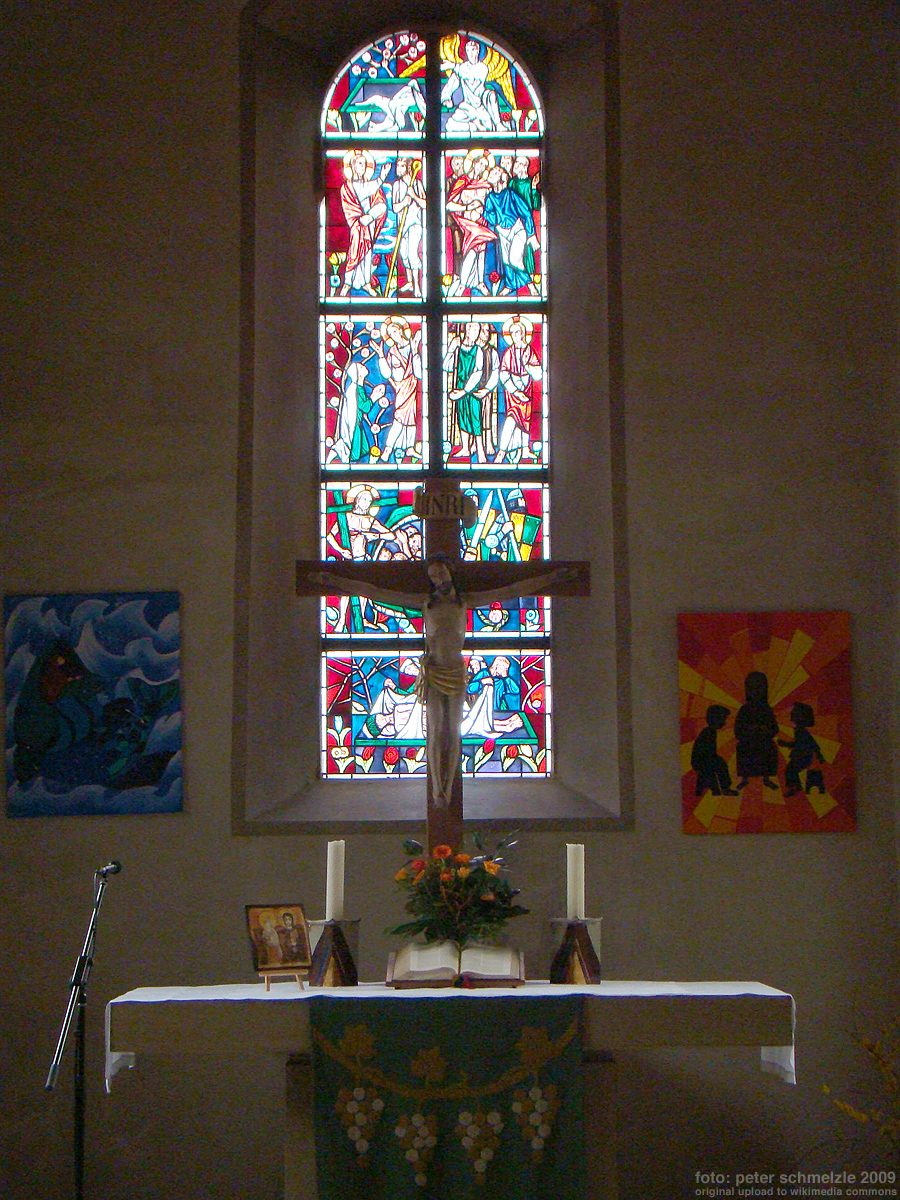
Altar mit Chorfenster
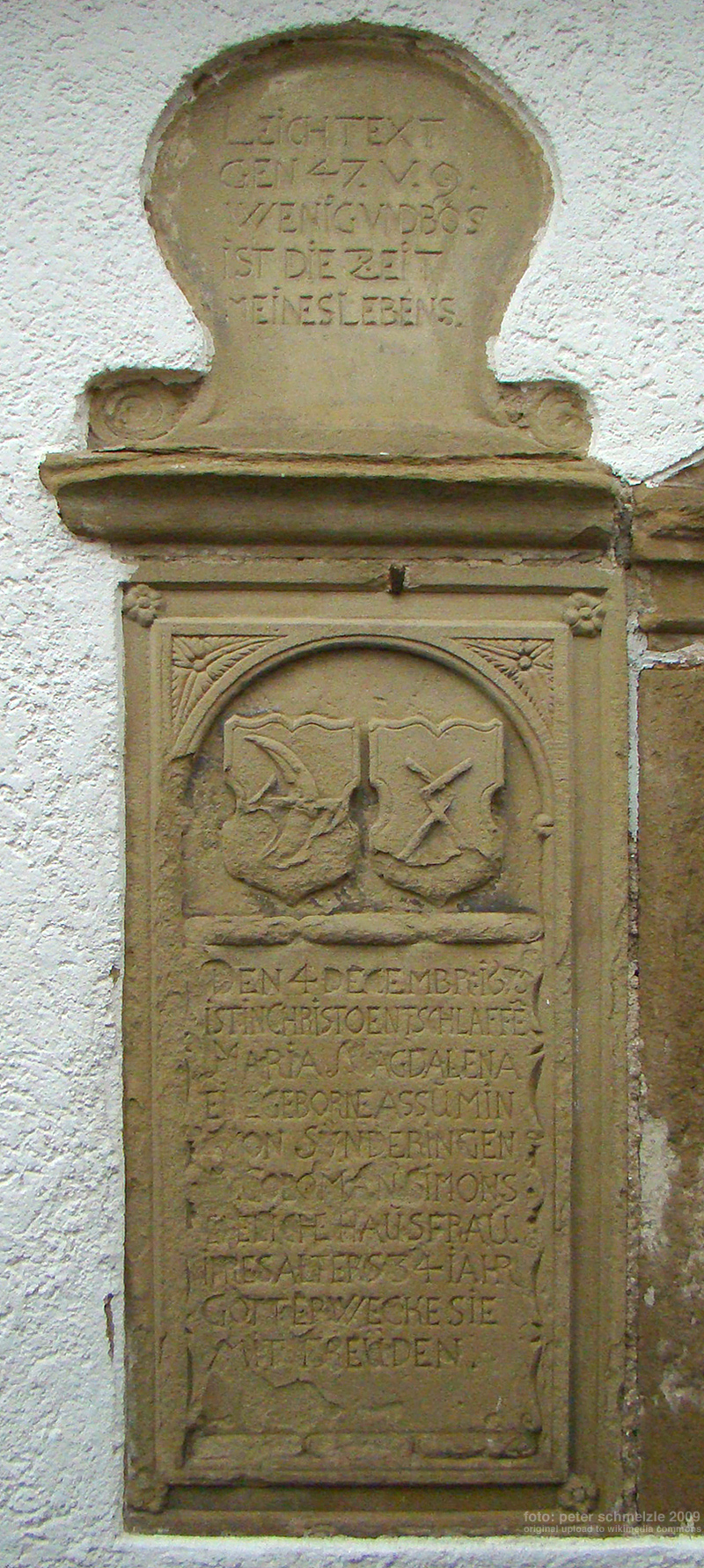
Epitaph an der Sakristeiwand